# عبد الرحمن السكسك
عبد الرحمن السكسك (1908-1982) محامٍ فلسطيني وعضو في اللجنة التنفيذية لمنظمة التحرير الفلسطينية، مواليد مدينة يافا. برز خلال فترة الأربعينيات من القرن العشرين كمحامٍ مخضرم خاصةً في الدفاع عن الثوار أمام محاكم الاستعمار البريطاني، وفي أعقاب نكبة عام 1948 تم اختياره ضمن لجنة من أحد عشر عضواً لتمثيل اللاجئين الفلسطينيين وإجراء الاتصالات مع الجهات ذات العلاقة للعمل على عودتهم إلى أراضيهم، وفي العام 1964 تم اختياره ضمن اللجنة التحضيرية للمجلس الوطني الفلسطيني، واختاره المجتمعون في المؤتمر الأول للمجلس أميناً عاماً للمؤتمر، وعضواً في اللجنة التنفيذية الأولى لمنظمة التحرير الفلسطينية في الفترة بين عامي (1964-1966) عاش في الأردن وتوفي عام 1982 في عمان .

## دراسته
تلقى تعليمه الابتدائي والثانوي في المدرسة الأميرية في يافا، ثم انتقل الى القاهرة ونال درجة البكالوريوس في الاداب والعلوم من الجامعة الامريكية، ثم عاد الى فلسطين والتحق بمعهد الحقوق في القدس وحصل على دبلوم الحقوق، وفتح شركة قانونية خاصة به في يافا وكان من ألمع المحامين وانخرط في العمل السياسي باكراً.

## حياته العملية
عمل بالسياسة منذ شبابه وكان من أركان المعارضة لسياسة الحاج أمين الحسيني وأحد مؤسسي الجبهة العربية المعارضة وأمين سر الجبهة، كما شغل منصب أمين سر جمعية المحامين العرب في يافا، وبعد نكبة 1948 ارتحل السكسك إلى عمان وعمل في المحاماة، وشارك في المؤتمر التأسيسي الأول لمنظمة التحرير الفلسطينية الذي أقيم بالقدس في 24 مايو 1964 وإنتخب نائبا لرئيس اللجنة التنفيذية الأولى والتي ترأسها احمد الشقيري وشغل منصب أمين عام المجلس الوطني الفلسطيني.